# 陳夢吉
陳夢吉（1820年—1888年），廣東新會人（今廣東江門蓬江潮連）（一說新會會城滻灣，一說 順德），清朝狀師，曾得生員功名（秀才），與方唐鏡、劉華東、何淡如合稱「廣東四大狀師」。

## 生平
陳夢吉出身官宦世家，是南宋抗元英雄陳鳳台的後人。雖然出身顯赫，但是他並不肯按部就班的走仕途，而是看透清朝的腐敗，決定遊戲人間。
新會民間至今仍流傳他的笑談一則：他在考鄉試的時候，嫌自己名字裡的「吉」字小，於是把自己的名字改成了「陳夢柑」（因為柑比「桔」大），結果他考中了秀才，卻因為查不到「陳夢柑」這個人，搞得自己名落孫山了，只能捶胸頓足，貽笑鄉里了。
由於他個性招搖，鬼點子多，所以被廣東人戲稱為「橋王之王」。他性格諧趣，文筆璨美，常為貧寒人士代筆訴訟，以鋤強扶弱得到百姓愛戴，因被稱為清末廣東民間第一狀師，四大訟師之首，敢稱「扭計祖宗」，其智慧被嶺南民間視之為神一般。他幼年喪父，歷經艱辛，養成了同情弱小、憎恨豪強的思想品格。他為當地百姓伸冤雪憤，疏解生活煩難，從而深受百姓的喜愛與誇讚，於是，關於他的故事便流傳開來。廣東民間傳說中陳夢吉常與另一著名狀師方唐鏡是死對頭，並經常相鬥。

## 以陳夢吉作為主題的電影
- 1975年 香港邵氏公司，扭計祖宗陳夢吉 （主演：梁天、張瑛）
- 1975年 香港邵氏公司，陳夢吉計破脂粉陣 （主演：梁天、張瑛）
- 1997年 算死草（整人狀元） （主演：周星馳 飾演 陳夢吉、葛民輝、莫文蔚）

## 香港無綫電視
- 1978：一代橋王（主演：梁醒波、江毅 飾演 陳夢吉、盧大偉、關聰、繆騫人）
- 1989：吉星報喜（主演：溫兆倫 飾演 陳夢吉、周海媚、曾華倩、秦　沛、吳岱融）
- 1993：金牙大狀（關海山 飾演 陳夢吉）
- 1995：金牙大狀 (貳)（關海山 飾演 陳夢吉）
- 2002：騎呢大狀（胡楓 飾演 陳夢吉）
- 2007：鐵咀銀牙（陳小春 飾演 陳夢吉）
- 2013：舌劍上的公堂（李成昌 飾演 陳夢吉）
- 2023：狀王之王（陳浩民 飾演 陳夢吉）

## 香港亞洲電視
- 1999：陳夢吉傳奇（主演：張衞健 飾演 陳夢吉、吳孟達、張茜、李穎、黃一飛）